# Temporada 1994-95 de la NBA
La temporada 1994-95 de la NBA fue la cuadragésimo novena en la historia de la liga. La temporada finalizó con Houston Rockets como campeones tras ganar a Orlando Magic por 4-0.

## Aspectos destacados
- Houston Rockets se convirtió en el equipo peor clasificado en temporada regular para playoffs (sexto) en ganar el campeonato de la NBA.
- Portland Trail Blazers jugó su última temporada en el Memorial Coliseum.
- El All-Star Game de 1995 se disputó en el America West Arena (ahora conocido como US Airways Center) en Phoenix, Arizona, con victoria del Oeste sobre el Este por 139-112. Mitch Richmond de Sacramento Kings fue nombrado MVP del partido.
- A mediados de temporada, Michael Jordan regresó al baloncesto tras un intento fallido en las ligas menores de béisbol. Anunció su vuelta a través de un fax en el que solo decía dos palabras: "He vuelto". Debido a que Chicago Bulls había retirado el dorsal 23 en su honor, Jordan tuvo que vestir el 45. En la segunda ronda de playoffs ante Orlando Magic volvió a usar el dorsal 23, aunque los Bulls cayeron eliminados en seis partidos.
- Boston Celtics disputó su última temporada en el histórico Boston Garden.
- Chicago Bulls jugó su primer partido en el United Center.
- Cleveland Cavaliers jugó su primer encuentro en el Gund Arena (ahora Rocket Mortgage FieldHouse).
- Debido a las cuantiosas renovaciones del Seattle Center Coliseum (ahora conocido como Climate Pledge Arena), Seattle SuperSonics jugó sus partidos de casa en el Tacoma Dome, cerca de Tacoma, Washington.
- Grant Hill se convirtió en el primer rookie en el deporte profesional en liderar la votación de los aficionados para el All-Star Game de la NBA.
- Orlando Magic fue el primer de los cuatro equipos de expansión de finales de los 80 que alcanza unas Finales de la NBA. Perdieron en cuatro partidos ante los vigentes campeones Houston Rockets.
- Lenny Wilkens superó a Red Auerbach y se convirtió en el entrenador con más victorias en la historia de la NBA.

## Clasificaciones

### Conferencia Este
| Equipo             | V  | D  | %V   | P  |
| ------------------ | -- | -- | ---- | -- |
| Orlando Magic      | 57 | 25 | .695 | -  |
| New York Knicks    | 55 | 27 | .671 | 2  |
| Boston Celtics     | 35 | 47 | .427 | 22 |
| Miami Heat         | 32 | 50 | .390 | 25 |
| New Jersey Nets    | 30 | 52 | .366 | 27 |
| Philadelphia 76ers | 24 | 58 | .293 | 33 |
| Washington Bullets | 21 | 61 | .256 | 36 |

| Equipo              | V  | D  | %V   | P  |
| ------------------- | -- | -- | ---- | -- |
| Indiana Pacers      | 52 | 30 | .634 | -  |
| Charlotte Hornets   | 50 | 32 | .610 | 2  |
| Chicago Bulls       | 47 | 35 | .573 | 5  |
| Cleveland Cavaliers | 43 | 39 | .524 | 9  |
| Atlanta Hawks       | 42 | 40 | .512 | 10 |
| Milwaukee Bucks     | 34 | 48 | .415 | 18 |
| Detroit Pistons     | 28 | 54 | .341 | 24 |

| Equipo                 | V  | D  | %V   | P  |
| ---------------------- | -- | -- | ---- | -- |
| San Antonio Spurs      | 62 | 20 | .756 | -  |
| Utah Jazz              | 60 | 22 | .732 | 2  |
| Houston Rockets C      | 47 | 35 | .573 | 15 |
| Denver Nuggets         | 41 | 41 | .500 | 21 |
| Dallas Mavericks       | 36 | 46 | .439 | 26 |
| Minnesota Timberwolves | 21 | 61 | .256 | 41 |

| Equipo                 | V  | D  | %V   | P  |
| ---------------------- | -- | -- | ---- | -- |
| Phoenix Suns           | 59 | 23 | .720 | -  |
| Seattle SuperSonics    | 57 | 25 | .695 | 2  |
| Los Angeles Lakers     | 48 | 34 | .585 | 11 |
| Portland Trail Blazers | 44 | 38 | .537 | 15 |
| Sacramento Kings       | 39 | 43 | .476 | 20 |
| Golden State Warriors  | 26 | 56 | .317 | 33 |
| Los Angeles Clippers   | 17 | 65 | .207 | 42 |

* V: Victorias
* D: Derrotas
* %V: Porcentaje de victorias
* P: Partidos de diferencia respecto a la primera posición
* C: Campeón

## Playoffs
|  | Primera Ronda     | Primera Ronda | Primera Ronda |   |              | Semifinales de Conferencia | Semifinales de Conferencia | Semifinales de Conferencia |  |    | Finales de Conferencia | Finales de Conferencia | Finales de Conferencia |  |    | Finales de la NBA | Finales de la NBA | Finales de la NBA |
|  |                   |               |               |   |              |                            |                            |                            |  |    |                        |                        |                        |  |    |                   |                   |                   |
|  | E1                | Orlando*      | 3             |   |              |                            |                            |                            |  |    |                        |                        |                        |  |    |                   |                   |                   |
|  | E8                | Boston        | 1             |   |              |                            |                            |                            |  |    |                        |                        |                        |  |    |                   |                   |                   |
|  | E8                | Boston        | 1             |   | E1           | Orlando*                   | 4                          |                            |  |    |                        |                        |                        |  |    |                   |                   |                   |
|  |                   |               |               |   | E1           | Orlando*                   | 4                          |                            |  |    |                        |                        |                        |  |    |                   |                   |                   |
|  |                   | E5            | Chicago       | 2 |              |                            |                            |                            |  |    |                        |                        |                        |  |    |                   |                   |                   |
|  | E4                | E5            | Chicago       | 2 | Charlotte    | 1                          |                            |                            |  |    |                        |                        |                        |  |    |                   |                   |                   |
|  | E4                |               |               |   | Charlotte    | 1                          |                            |                            |  |    |                        |                        |                        |  |    |                   |                   |                   |
|  | E5                | Chicago       | 3             |   |              |                            |                            |                            |  |    |                        |                        |                        |  |    |                   |                   |                   |
|  | E5                | Chicago       | 3             |   |              |                            |                            |                            |  | E1 | Orlando*               | 4                      |                        |  |    |                   |                   |                   |
|  | Conferencia Este  |               |               |   |              |                            |                            |                            |  | E1 | Orlando*               | 4                      |                        |  |    |                   |                   |                   |
|  |                   | E2            | Indiana*      | 3 |              |                            |                            |                            |  |    |                        |                        |                        |  |    |                   |                   |                   |
|  | E3                | E2            | Indiana*      | 3 | New York     | 3                          |                            |                            |  |    |                        |                        |                        |  |    |                   |                   |                   |
|  | E3                |               |               |   | New York     | 3                          |                            |                            |  |    |                        |                        |                        |  |    |                   |                   |                   |
|  | E6                | Cleveland     | 1             |   |              |                            |                            |                            |  |    |                        |                        |                        |  |    |                   |                   |                   |
|  | E6                | Cleveland     | 1             |   | E3           | New York                   | 3                          |                            |  |    |                        |                        |                        |  |    |                   |                   |                   |
|  |                   |               |               |   | E3           | New York                   | 3                          |                            |  |    |                        |                        |                        |  |    |                   |                   |                   |
|  |                   | E2            | Indiana*      | 4 |              |                            |                            |                            |  |    |                        |                        |                        |  |    |                   |                   |                   |
|  | E2                | E2            | Indiana*      | 4 | Indiana*     | 3                          |                            |                            |  |    |                        |                        |                        |  |    |                   |                   |                   |
|  | E2                |               |               |   | Indiana*     | 3                          |                            |                            |  |    |                        |                        |                        |  |    |                   |                   |                   |
|  | E7                | Atlanta       | 0             |   |              |                            |                            |                            |  |    |                        |                        |                        |  |    |                   |                   |                   |
|  | E7                | Atlanta       | 0             |   |              |                            |                            |                            |  |    |                        |                        |                        |  | E1 | Orlando*          | 0                 |                   |
|  |                   |               |               |   |              |                            |                            |                            |  |    |                        |                        |                        |  | E1 | Orlando*          | 0                 |                   |
|  |                   | O6            | Houston       | 4 |              |                            |                            |                            |  |    |                        |                        |                        |  |    |                   |                   |                   |
|  | O1                | O6            | Houston       | 4 | San Antonio* | 3                          |                            |                            |  |    |                        |                        |                        |  |    |                   |                   |                   |
|  | O1                |               |               |   | San Antonio* | 3                          |                            |                            |  |    |                        |                        |                        |  |    |                   |                   |                   |
|  | O8                | Denver        | 0             |   |              |                            |                            |                            |  |    |                        |                        |                        |  |    |                   |                   |                   |
|  | O8                | Denver        | 0             |   | O1           | San Antonio*               | 4                          |                            |  |    |                        |                        |                        |  |    |                   |                   |                   |
|  |                   |               |               |   | O1           | San Antonio*               | 4                          |                            |  |    |                        |                        |                        |  |    |                   |                   |                   |
|  |                   | O5            | LA Lakers     | 2 |              |                            |                            |                            |  |    |                        |                        |                        |  |    |                   |                   |                   |
|  | O4                | O5            | LA Lakers     | 2 | Seattle      | 1                          |                            |                            |  |    |                        |                        |                        |  |    |                   |                   |                   |
|  | O4                |               |               |   | Seattle      | 1                          |                            |                            |  |    |                        |                        |                        |  |    |                   |                   |                   |
|  | O5                | LA Lakers     | 3             |   |              |                            |                            |                            |  |    |                        |                        |                        |  |    |                   |                   |                   |
|  | O5                | LA Lakers     | 3             |   |              |                            |                            |                            |  | O1 | San Antonio*           | 2                      |                        |  |    |                   |                   |                   |
|  | Conferencia Oeste |               |               |   |              |                            |                            |                            |  | O1 | San Antonio*           | 2                      |                        |  |    |                   |                   |                   |
|  |                   | O6            | Houston       | 4 |              |                            |                            |                            |  |    |                        |                        |                        |  |    |                   |                   |                   |
|  | O3                | O6            | Houston       | 4 | Utah         | 2                          |                            |                            |  |    |                        |                        |                        |  |    |                   |                   |                   |
|  | O3                |               |               |   | Utah         | 2                          |                            |                            |  |    |                        |                        |                        |  |    |                   |                   |                   |
|  | O6                | Houston       | 3             |   |              |                            |                            |                            |  |    |                        |                        |                        |  |    |                   |                   |                   |
|  | O6                | Houston       | 3             |   | O6           | Houston                    | 4                          |                            |  |    |                        |                        |                        |  |    |                   |                   |                   |
|  |                   |               |               |   | O6           | Houston                    | 4                          |                            |  |    |                        |                        |                        |  |    |                   |                   |                   |
|  |                   | O2            | Phoenix*      | 3 |              |                            |                            |                            |  |    |                        |                        |                        |  |    |                   |                   |                   |
|  | O2                | O2            | Phoenix*      | 3 | Phoenix*     | 3                          |                            |                            |  |    |                        |                        |                        |  |    |                   |                   |                   |
|  | O2                |               |               |   | Phoenix*     | 3                          |                            |                            |  |    |                        |                        |                        |  |    |                   |                   |                   |
|  | O7                | Portland      | 0             |   |              |                            |                            |                            |  |    |                        |                        |                        |  |    |                   |                   |                   |

## Estadísticas
| Categoría                    | Jugador          | Equipo                | Estadísticas |
| ---------------------------- | ---------------- | --------------------- | ------------ |
| Puntos por partido           | Shaquille O'Neal | Orlando Magic         | 29.3         |
| Rebotes por partido          | Dennis Rodman    | San Antonio Spurs     | 16.8         |
| Asistencias por partido      | John Stockton    | Utah Jazz             | 12.3         |
| Robos por partido            | Scottie Pippen   | Chicago Bulls         | 2.9          |
| Tapones por partido          | Dikembe Mutombo  | Denver Nuggets        | 3.9          |
| Porcentaje de tiros de campo | Chris Gatling    | Golden State Warriors | 63.3         |
| Porcentaje de tiros libres   | Spud Webb        | Sacramento Kings      | 93.4         |
| Porcentaje de tiros de tres  | Steve Kerr       | Chicago Bulls         | 52.4         |

## Premios
- MVP de la Temporada
  -  David Robinson (San Antonio Spurs)
- Rookie del Año
  -  Jason Kidd (Dallas Mavericks)
  -  Grant Hill (Detroit Pistons)
- Mejor Defensor
  -  Dikembe Mutombo (Denver Nuggets)
- Mejor Sexto Hombre
  -  Anthony Mason (New York Knicks)
- Jugador Más Mejorado
  -  Dana Barros (Philadelphia 76ers)
- Entrenador del Año
  -  Del Harris (Los Angeles Lakers)

| - Primer Quinteto de la Temporada - A - Karl Malone, Utah Jazz - A - Scottie Pippen, Chicago Bulls - P - David Robinson, San Antonio Spurs - B - John Stockton, Utah Jazz - B - Anfernee Hardaway, Orlando Magic | - Segundo Quinteto de la Temporada - Shawn Kemp, Seattle SuperSonics - Charles Barkley, Phoenix Suns - Shaquille O'Neal, Orlando Magic - Gary Payton, Seattle SuperSonics - Mitch Richmond, Sacramento Kings | - Tercer Quinteto de la Temporada - Detlef Schrempf, Seattle SuperSonics - Dennis Rodman, San Antonio Spurs - Hakeem Olajuwon, Houston Rockets - Reggie Miller, Indiana Pacers - Clyde Drexler, Houston Rockets |

| - Primer Quinteto Defensivo - Scottie Pippen, Chicago Bulls - Dennis Rodman, San Antonio Spurs - David Robinson, San Antonio Spurs - Gary Payton, Seattle SuperSonics - Mookie Blaylock, Atlanta Hawks | - 2.º Mejor Quinteto Defensivo - Horace Grant, Orlando Magic - Derrick McKey, Indiana Pacers - Dikembe Mutombo, Denver Nuggets - John Stockton, Utah Jazz - Nate McMillan, Seattle SuperSonics |

| - Mejor Quinteto de Rookies - Jason Kidd, Dallas Mavericks - Grant Hill, Detroit Pistons - Eddie Jones, Los Angeles Lakers - Brian Grant, Sacramento Kings - Glenn Robinson, Milwaukee Bucks | - 2.º Mejor Quinteto de Rookies - Juwan Howard, Washington Bullets - Eric Montross, Boston Celtics - Wesley Person, Phoenix Suns - Jalen Rose, Denver Nuggets - Donyell Marshall, Minnesota Timberwolves, Golden State Warriors - Sharone Wright, Philadelphia 76ers |